# Louis de Savoie-Raconis
Louis de Savoie seigneur de Raconis, ou Louis de Savoie-Raconis, dit le bâtard de Savoie ou encore bâtard d'Achaïe, né probablement vers la fin du XIVe siècle (1390 ou 1391 ?) et mort vers 1459, est un prince et militaire du XVe siècle. Fils naturel du seigneur Louis de Savoie-Achaïe, il est à l'origine d'un rameau de la maison de Savoie, les Savoie-Raconis (it).

## Biographie

### Origines
La date de naissance de Louis bâtard de Savoie (Dominum Ludovicum Bastardum Achayæ) n'est pas connue. Le site MedLands avance l'année 1390,. Il est le fils de Louis de Savoie-Achaïe, seigneur de Piémont (1364-1418),, avec une « grande Dame de Naples », nous dit Samuel Guichenon.
Le 3 novembre 1412, Louis de Savoie épouse Alix (Alice) de Montbel (+ 1454/1464), fille du chevalier Guigues seigneur de Montbel et Entremonts et de Catherine de Maubec,.

### Seigneur
Son père lui donne en apanage plusieurs seigneuries, situées en Piémont : en 1407, Pancalier, puis, en 1414, de Racconigi (Rac(c)onis en français) et de Moille-brune (it) (Raconis), puis en 1417 celle de Cavour et de Château-Regnier (it) (Pancalier),.
En 1433, il obtient de son parent le duc Amédée VIII de Savoie, pour services rendus, le château et la seigneurie de Cavour en Piémont.
Vers l'année 1434, il est fait chevalier de l'Ordre du Collier.
Louis de Savoie est nommé maréchal de Savoie entre 1436 et au moins l'année 1455.

## Familles
En 1412, Louis bâtard d'Achaïe épouse Alix (Alice) de Montbel (+ 1454/1464),. Ils ont deux fils et une fille selon Guichenon. Le site MedLands donne six enfants, deux garçons et quatre filles :
- François († avant 1er janvier 1503), seigneur de Raconis et Migliabrunan, gouverneur de Verceil (1465-1467) ⚭ 1. Catherine de Seyssel, fille de Jean de Seyssel, seigneur de Barjac(t) et de la Rochette, Maréchal de Savoie (v. 1436 – 1457), dont 4 enfants ;
- Marie/Maria († après 1477)[3]. ⚭ comte Aimon de Seyssel d'Aix, chef de la branche des Seyssel-La Chambre[7], dont deux enfants ;
- Louis/Lodovico († avant 1503)[3]. ⚭ Francesca di Saluzzo (de Saluces), fille d'Ugonino de Saluces-Cardé († 1482), dont trois enfants ;
- Alice/alicia. ⚭ Innocent Fieschi, fils de Ludovico Fieschi, comte de Lavagna[2] ;
- Barbara[2]. ⚭ Galeazzo, issu des marquis de Saluces[2] ;
- Lucie/Lucia[2]. ⚭ Conreno Roero d'Asti, seigneur de Cadosso[2].

## Armes

Armoiries des Savoie-Raconis :
De Savoie chargée de cinq croisettes d'azur.

Selon François Capré de Megève (1662), Louis de Savoie portent de Savoie plein, De gueule à la croix d'argent. Selon Samuel Guichenon (1660), il porte de Savoie brisé d'un filet de sable en barre,, qu'il brise parfois de cinq croisettes d'azur,,. Ses successeurs, avec la permission du duc de Savoie, portent de Savoie au bâton d'azur, brochant sur le tout,
La devise du rameau, Tout net, se prête à une controverse sur sa signification, Guichenon avance en effet que le souverain aurait autorisé les successeurs de Louis le bâtard à porter les armes pures des princes d'Achaïe, "tout net" signifierait ainsi qu'il n'y avait rien à redire sur ses origines. Au contraire Claude-François Ménestrier (1677) estime que la devise se lit en rébus avec les armes du blason original de Louis, faites de cinq choux cabus confondus par la suite avec des croisettes : "Tout n'est qu'abus", en rapport avec la condition de bâtard de Louis de Savoie.